# جون الكسندر روبرتسون
جون الكسندر روبرتسون (بالإنجليزية: John Alexander Robertson)‏ هو سياسي كندي، ولد في 6 أكتوبر 1913، وتوفي في 19 فبراير 1965. انتخب عضو مجلس الشيوخ الكندي.